# Pilaga-Peulh
Pour les articles homonymes, voir Pilaga.
Pilaga-Peulh est une commune rurale située dans le département de Ziniaré de la province de l'Oubritenga dans la région Plateau-Central au Burkina Faso.

## Santé et éducation
Les centres de soins les plus proches de Pilaga-Peulh sont le centre de santé et de promotion sociale (CSPS) de Ziniaré et son centre médical avec antenne chirurgicale (CMA).